# Tütersburg 25

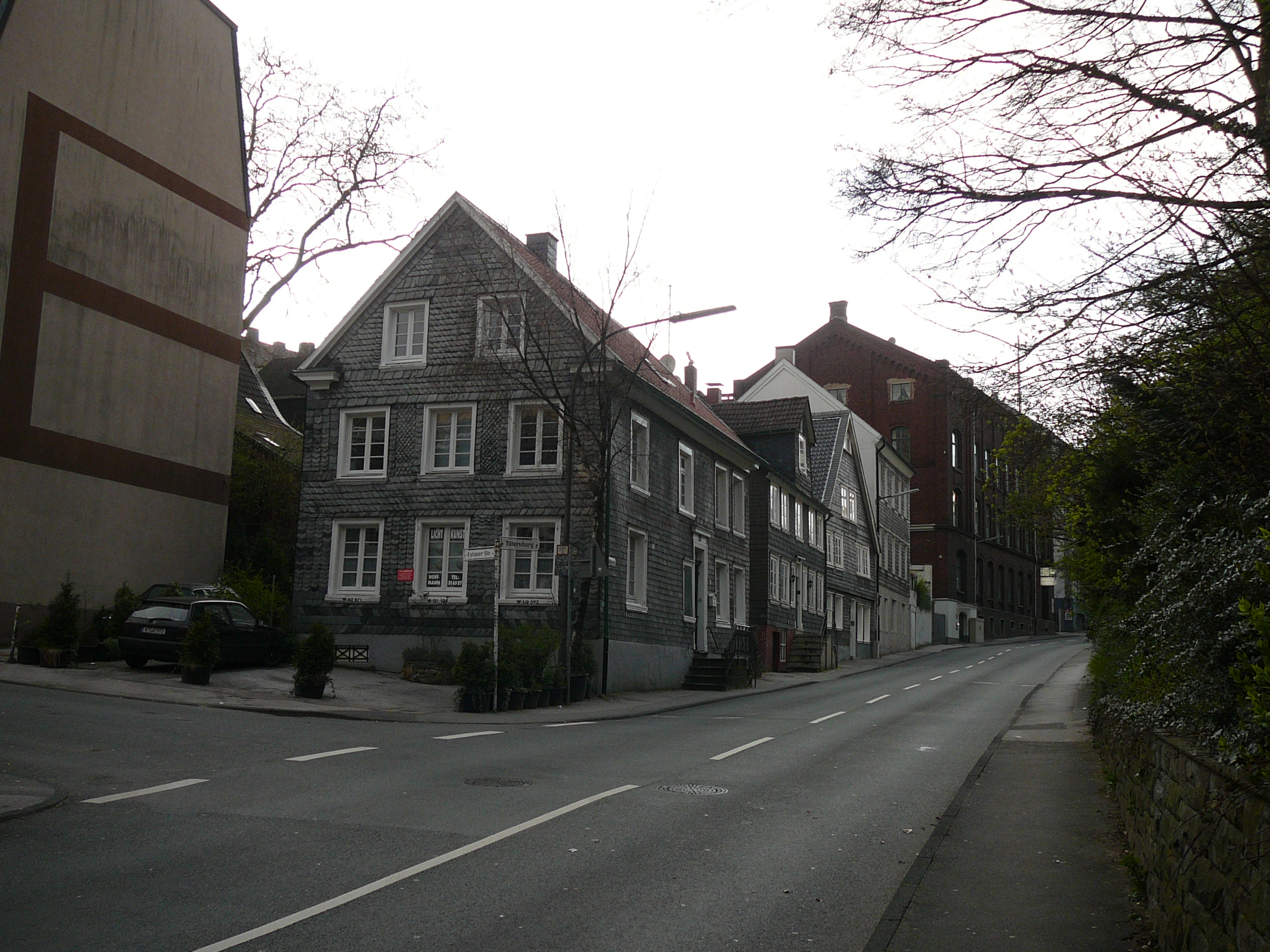
Tütersburg 25 (April 2008)

Tütersburg 25 ist ein Wohnhaus an der Straße Tütersburg im heutigen Wuppertaler Stadtbezirk Oberbarmen im Wohnquartier Wichlinghausen-Nord.

## Baubeschreibung
Das zweigeschossige Fachwerkgebäude wurde in der Zeit um 1800 errichtet und ist mit einem Satteldach versehen. Drei Fassaden des Hauses sind verschiefert ausgeführt, lediglich auf dem Nordgiebel ist das Gefache zu sehen. Erschlossen wird das Haus von einer zweiläufigen Freitreppe mittig auf der Traufseite.

## Geschichte
Das für die bergische Fachwerkbauweise typische Haus gehörte zum historischen Ortskern Wichlinghausens und war unter anderem aus diesem Grund am 23. Oktober 1987 als Baudenkmal anerkannt und in die Denkmalliste der Stadt Wuppertal eingetragen worden. Das Haus ist zurzeit im Besitz von Rolf Löckmann.
Die Freitreppe wurde vor 2008 saniert.
Im März 2011 wurde diskutiert, die Freitreppe zugunsten eines vergrößerten Verkehrsraums zu entfernen. Der Bürgersteig ist hier leidig 60 Zentimeter breit und könne die Passanten gefährden, so die Argumente der Gegner dieser Treppe. Einen älteren Vorschlag zur Geschwindigkeitsbegrenzung an dieser Straße wurde von der Verwaltung abgelehnt. Die Untere Denkmalbehörde hatte aber den Vorschlag der Lokalpolitiker mit der Aussage: „… dass ein Abriss der Freitreppe zu einer wesentlichen Beeinträchtigung des Erscheinungsbildes des Baudenkmals selbst sowie des Straßen- und Ortsbildes Wichlinghausens führen würde.“, vehement abgelehnt.